# Campanha presidencial de Gary Johnson em 2012
A campanha presidencial de Gary Johnson em 2012, ex-29º governador do Novo México, foi anunciada em 21 de abril de 2011. Ele declarou sua candidatura à nomeação do Partido Republicano para Presidente dos Estados Unidos. Em 28 de dezembro de 2011, Johnson retirou sua candidatura à nomeação republicana e anunciou sua candidatura à nomeação presidencial de 2012 do Partido Libertário. A Convenção Nacional Libertária de 2012 [en] foi realizada no primeiro fim de semana de maio de 2012. Em 5 de maio de 2012, após promover suas posições políticas de orientação libertária aos delegados, Johnson recebeu a maioria dos votos na convenção e tornou-se o candidato presidencial oficial do Partido Libertário para 2012. Em 6 de novembro de 2012, Johnson obteve pouco menos de 1% dos votos populares na eleição geral, totalizando mais de 1,2 milhão de votos, mais que o dobro do que a chapa Barr/Root [en] recebeu em 2008. Esse foi o resultado mais bem-sucedido para uma candidatura presidencial de terceiro partido desde a eleição de 2000, e o melhor na história do Partido Libertário em número de votos até então. Johnson concorreu novamente em 2016 e recebeu quase quatro vezes o total de votos de 2012.

## Contexto
Johnson indicou interesse em concorrer à presidência na eleição de 2012 em 2009. Em outubro daquele ano, ele fundou a Iniciativa Nossa América [en], um comitê de advocacia política sem fins lucrativos 501(c)(4), com o objetivo de "...falar sobre questões relacionadas a temas como eficiência governamental, redução de impostos, fim da guerra às drogas, proteção das liberdades civis, revitalização da economia e promoção do empreendedorismo e da privatização". A iniciativa gerou especulações entre analistas de mídia e apoiadores de Johnson sobre a possibilidade de ele estar preparando o terreno para uma candidatura presidencial em 2012.
Em dezembro de 2009, Johnson contratou o estrategista Ron Nielson, da NSON Opinion Strategy, para organizar o comitê. Nielson trabalhou com Johnson desde 1993, quando gerenciou sua campanha bem-sucedida para governador.
Ao longo de 2010, Johnson desviou repetidamente de perguntas sobre sua potencial candidatura presidencial, explicando que seu status de organização 501(c)(4) o impedia de expressar publicamente o desejo de concorrer a um cargo federal.
Em fevereiro de 2011, Johnson foi um dos oradores principais tanto na Conferência de Ação Política Conservadora (CPAC) quanto na Caucus da Liberdade Republicana [en]. Johnson empatou com o governador de Nova Jersey Chris Christie em terceiro lugar na votação informal da CPAC, ficando atrás apenas de Ron Paul e Mitt Romney. Nessa votação, ele superou figuras notáveis como o ex-Presidente da Câmara Newt Gingrich, o ex-governador de Minnesota Tim Pawlenty, o governador de Indiana Mitch Daniels e a ex-governadora do Alasca e candidata a vice-presidente em 2008, Sarah Palin. David Weigel [en], da Slate, descreveu Johnson como o segundo maior vencedor da conferência, afirmando que seu "terceiro lugar na votação informal deu a Johnson seu primeiro gancho midiático real... Ele encontrou muitos repórteres, comandou um pequeno grupo após a votação e agora é um cavalo negro um pouco menos escuro".

## Desenvolvimentos da campanha

### Anúncio
Em 21 de abril de 2011, Johnson anunciou oficialmente, via Twitter, que estava concorrendo à presidência. Ele seguiu o anúncio com um discurso na Casa do Estado de Nova Hampshire em Concord, Nova Hampshire.
Johnson concentrou a maior parte de suas atividades de campanha republicana nas primárias de Nova Hampshire.

### Equipe de campanha
Johnson escolheu Ron Nielson, da NSON Opinion Strategy, diretor de suas duas campanhas para governador do Novo México, como gerente de campanha presidencial e conselheiro sênior. A campanha foi conduzida a partir de Salt Lake City, Utah, onde estão localizados os escritórios de Nielson. O conselheiro econômico de Johnson foi o professor de economia de Harvard, Jeffrey Miron.

### Debates republicanos

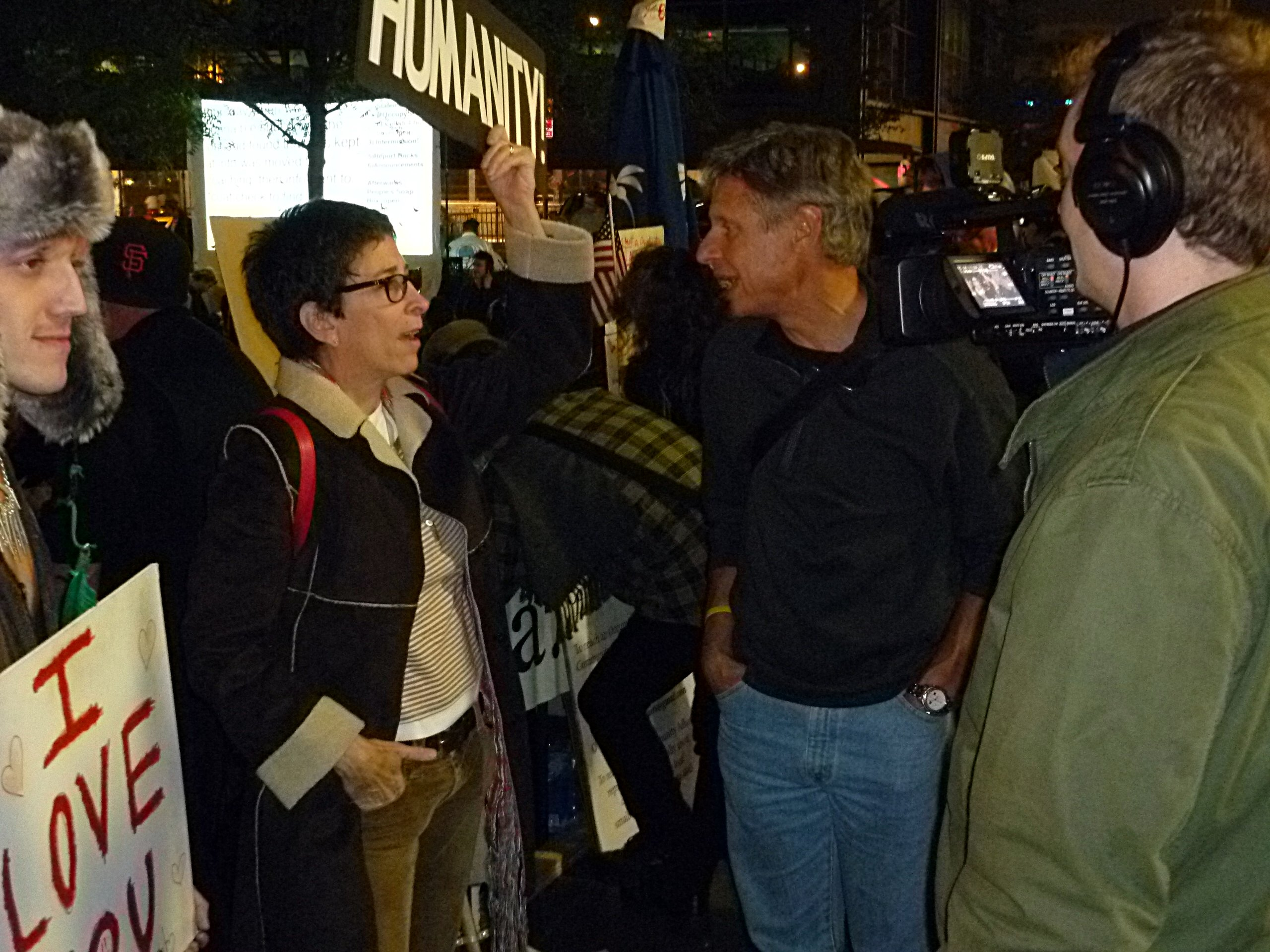
O governador Johnson visita manifestantes do Occupy em Parque Zuccotti, 18 de outubro de 2011

Johnson participou do primeiro dos debates presidenciais republicanos [en], realizado pela Fox News na Carolina do Sul em 5 de maio de 2011, aparecendo no palco com Herman Cain, Ron Paul, Tim Pawlenty e Rick Santorum. Mitt Romney e Michele Bachmann recusaram-se a participar do debate.
Johnson foi excluído dos três debates seguintes, em 13 de junho (realizado pela CNN em Nova Hampshire), 11 de agosto (realizado pela Fox News em Iowa) e 7 de setembro (realizado pela CNN na Califórnia). Após a primeira exclusão, Johnson produziu um vídeo de 43 minutos respondendo a cada uma das perguntas do debate, que ele publicou no YouTube. A primeira exclusão, que foi amplamente divulgada, deu a Johnson um "pequeno impulso" no reconhecimento de seu nome e um aumento nas pequenas doações por alguns dias. No entanto, a exclusão dos debates causou sérios problemas de longo prazo para a campanha, dificultando a arrecadação de fundos de doadores, a retirada de seu nome das pesquisas e a redução de oportunidades na mídia para responder a eventos. No trimestre financeiro encerrado em 30 de junho, Johnson arrecadou apenas US$ 180.000. Ainda assim, Johnson conseguiu melhores resultados em pesquisas duas semanas antes do debate de 7 de setembro do que Rick Santorum ou Jon Huntsman, que foram convidados para aquele debate, enquanto Johnson não foi.
Em 21 de setembro, a Fox News decidiu que, como Johnson obteve pelo menos 2% em cinco pesquisas recentes, ele poderia participar do debate de 23 de setembro na Flórida, co-organizado com o Partido Republicano da Flórida (que se opôs à inclusão de Johnson). Johnson participou, aparecendo no palco com Michele Bachmann, Herman Cain, Newt Gingrich, Jon Huntsman, Ron Paul, Rick Perry, Mitt Romney e Rick Santorum. Durante o debate, Johnson proferiu o que muitos meios de comunicação, incluindo o Los Angeles Times e a Time, consideraram a melhor frase da noite: "Os dois cachorros do meu vizinho criaram mais empregos prontos para começar do que esta administração atual." A Entertainment Weekly opinou que Johnson venceu o debate.

### Mudança para o Partido Libertário
Em 29 de novembro de 2011, Johnson confirmou relatos de que estava encerrando todas as atividades de campanha para as primárias de Nova Hampshire, citando sua incapacidade de ganhar tração com os eleitores prováveis das primárias. Johnson declarou: "Não está acontecendo em Nova Hampshire. Pedalamos 500 milhas pelo estado, agendamos reuniões públicas – por qualquer motivo, ninguém está realmente saindo para ouvir o que tenho a dizer." Johnson confirmou relatos de que estava considerando concorrer pelo Partido Libertário. Autoridades do Partido Libertário relataram que Johnson faria um anúncio sobre seu futuro político em 28 de dezembro de 2011; a Politico informou que era esperado que ele abandonasse sua candidatura à nomeação republicana para buscar a nomeação libertária.
Em 28 de dezembro de 2011, Johnson anunciou em uma coletiva de imprensa em Santa Fé, Novo México que havia retirado sua candidatura à nomeação presidencial republicana e declarou oficialmente sua candidatura à nomeação presidencial do Partido Libertário para 2012. Durante o anúncio, Johnson afirmou: "Sou libertário em crença. Governei com sucesso como libertário em tudo, exceto no nome, e estou concorrendo à presidência como libertário." Johnson foi rapidamente identificado como o principal favorito para a nomeação do partido e obteve mais de setenta por cento dos votos em uma votação informal do Partido Libertário da Califórnia em 3 de março de 2012.
Em 30 de abril de 2012, Johnson endossou formalmente o juiz aposentado da Corte Superior da Califórnia, Jim Gray, como sua escolha para companheiro de chapa na candidatura do Partido Libertário, em antecipação à nomeação na Convenção Nacional Libertária de 2012 em maio de 2012.

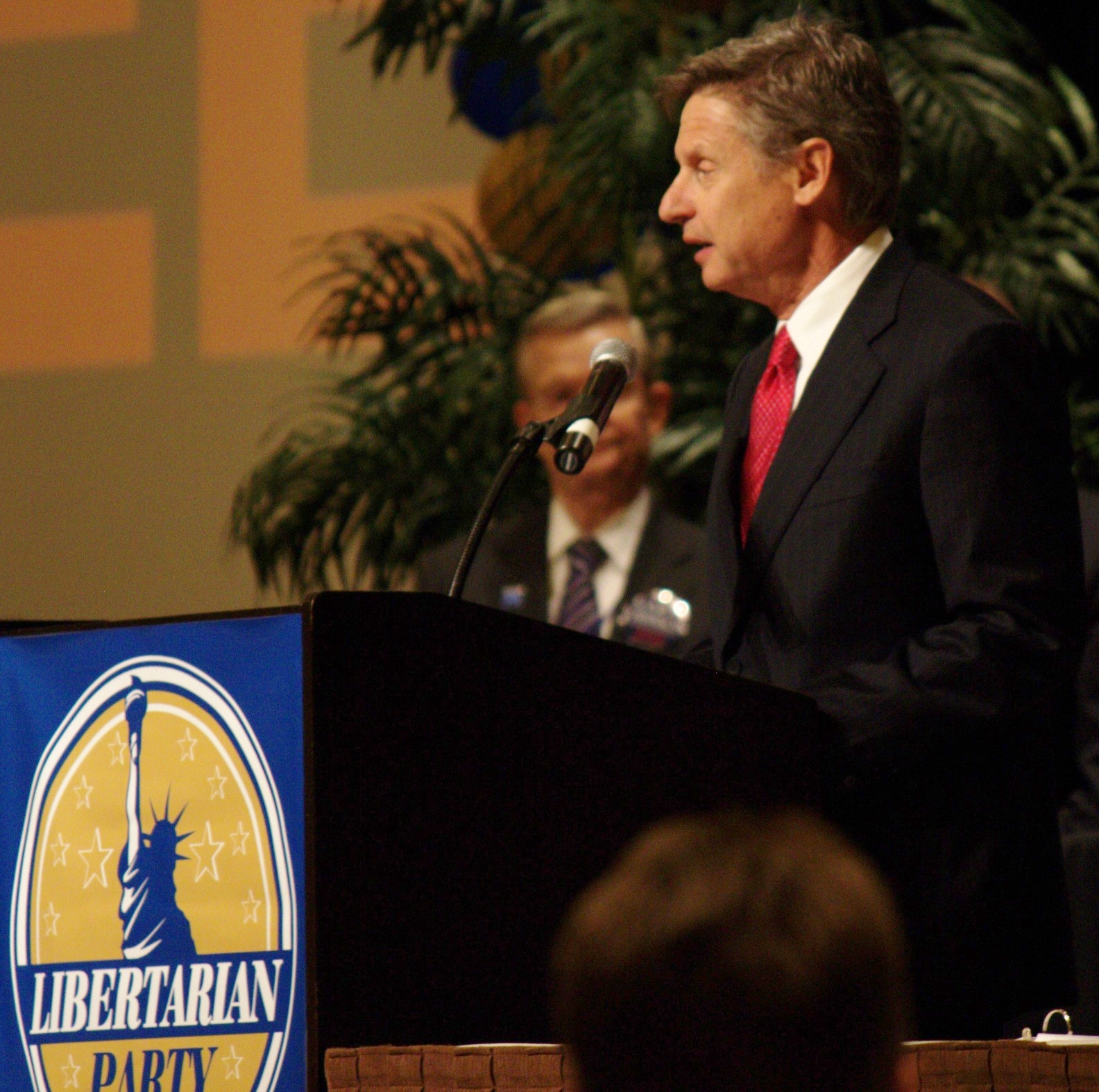
Gary Johnson durante o debate de nomeação presidencial na convenção do Partido Libertário

### Nomeação
Em 5 de maio de 2012, na Convenção Nacional Libertária de 2012, Johnson recebeu a nomeação oficial do Partido Libertário para Presidente dos Estados Unidos com 419 votos, contra 152 votos para o segundo colocado, Lee Wrights. Após sua nomeação, Johnson pediu aos delegados da convenção que indicassem o juiz Jim Gray, da Califórnia, como seu companheiro de chapa para vice-presidente. Gray venceu a nomeação para vice-presidente na primeira votação.

### Acesso às cédulas

Acesso de Gary Johnson às cédulas:
Acesso às cédulas
Acesso como candidato avulso

Embora tenha enfrentado inúmeros desafios para obter acesso às cédulas eleitorais, o Partido Libertário confirmou que Johnson conseguiu acesso em 48 estados e no Distrito de Colúmbia. O Partido Libertário obteve status de voto avulso em Michigan, com Oklahoma sendo o único estado a não incluir Johnson de forma alguma.
Johnson enfrentou resistência de republicanos sobre a inclusão de seu nome nas cédulas de vários estados. Em alguns estados, como a Pensilvânia, onde Johnson tinha mais assinaturas do que o número oficialmente exigido para que o candidato do Partido Libertário aparecesse na cédula, a validade das assinaturas foi contestada por republicanos. Em Iowa, um processo foi aberto contra o Secretário de Estado de Iowa, Matt Schultz [en], para remover Johnson da cédula; o processo alegava que a presença de Johnson causaria "dano irreparável a outros candidatos e partidos políticos que devem competir contra ele" e que sua inclusão causaria "dano irreparável ao público votante, pois poderia impactar indevidamente a eleição".
Ao falar sobre as chances de Johnson aparecer nas cédulas nos três estados que, até aquele momento, não haviam concordado em incluí-lo, Richard Winger, editor da Ballot Access News, afirmou que "a Pensilvânia é provável, Michigan talvez, Oklahoma quase impossível". Em 10 de outubro, o Partido Libertário declarou sucesso na Pensilvânia.
Até outubro, Johnson foi confirmado nas cédulas de 48 estados e no Distrito de Colúmbia, com apenas Michigan e Oklahoma ainda em litígio em relação ao seu acesso às cédulas. No final, Johnson obteve status de candidato avulso em Michigan, mas foi completamente excluído da cédula em Oklahoma.

### Pesquisas

#### Nacionais
10–13 de julho de 2012, JZ Analytics: Barack Obama 43,6%, Mitt Romney 38,0%, Gary Johnson 5,3%, indecisos 13,1%.
Agosto de 2012, pesquisa da Rasmussen Reports [en] inclui Johnson pela primeira vez. Um em cada dez eleitores prováveis está familiarizado com ele, e 1% pretende votar nele.
Setembro de 2012, pesquisa da CNN inclui Johnson. 4% dos eleitores registrados dizem que votariam nele.
1º de novembro de 2012, pesquisa da CNN inclui Johnson. 5,1% de 796 eleitores prováveis indicaram que votariam em Gary Johnson.

### Debates
Johnson e a candidata presidencial do Partido Verde, Jill Stein, processaram a Comissão de Debates Presidenciais, o Comitê Nacional Republicano e o Comitê Nacional Democrático, alegando que a falha da comissão em convidá-los para os debates de 2012 violava a Lei Sherman Antitruste e a Primeira Emenda. O processo de Johnson e Stein foi rejeitado pelos tribunais federais; a Corte de Apelações dos EUA para o Circuito de D.C. decidiu em 2017 que os dois candidatos não tinham uma reivindicação legal válida ou um dano reconhecível.

### Relação com a campanha de Ron Paul
Inicialmente, Johnson esperava que Ron Paul não concorresse à presidência, para que ele pudesse galvanizar a rede de eleitores de mentalidade libertária de Paul. Johnson até viajou a Houston para informar Paul de sua decisão de concorrer pessoalmente. No entanto, Paul anunciou sua própria candidatura [en] em 13 de maio de 2011.
Após a falha de Paul em obter a nomeação republicana, Johnson buscou ativamente, e em algum nível conseguiu, o apoio dos apoiadores de mentalidade libertária de Paul para sua própria campanha. O próprio Paul não endossou oficialmente ninguém, embora em uma entrevista em outubro de 2012 ele tenha sugerido, sem confirmar, que planejava votar em Johnson.

### Dados financeiros da campanha
A campanha Johnson-Gray arrecadou US$ 2.553.878, sendo 87% de doações privadas e 13% de fundos federais. Nenhum valor foi arrecadado de PACs. Em comparação, a campanha de Barack Obama arrecadou mais de US$ 632.000.000 (gastando quase US$ 541.000.000) e a campanha de Mitt Romney arrecadou mais de US$ 389.000.000 (gastando mais de US$ 336.000.000).
|      | Total Arrecadado (US$) | Total Gasto (US$) | Saldo em Caixa (US$) | Dívidas (US$) |
| ---- | ---------------------- | ----------------- | -------------------- | ------------- |
| 2012 | $2.553.878             | $2.507.763        | $2.943               | $197.002      |

### Resultados
Johnson terminou com 1.247.923 votos, o que na época foi um recorde histórico do Partido Libertário em termos de total bruto de votos. Ele recebeu 0,99% dos votos populares, que foi então o segundo melhor desempenho do partido em porcentagem de votos em uma eleição presidencial, atrás apenas de Ed Clark na eleição de 1980. Em seu estado natal, Novo México, Johnson obteve 3,6% dos votos.

## Endossos

### Endossos como candidato republicano
- Christopher R. Barron [en], membro do conselho de diretores e cofundador da GOProud[63]
- Consultor político Roger Stone[64]
- Colunista sindicado Dennis "DJ" Mikolay[65]
- Daniel Hannan, jornalista britânico e membro do Partido Conservador no Parlamento Europeu.[66]
- Representantes estaduais de Nova Hampshire Bruce MacMahon, Kyle Tasker e Brian Seaworth[67]
- TeaPot Party[68]

### Endossos como candidato libertário
- James D. Schultz, ativista político e candidato à Assembleia do Estado de Nova York em 2018.[69]
- Consultor político Roger Stone[70]
- Vice-Almirante Michael Colley, Marinha dos EUA (Aposentado)[71]
- Conor Friedersdorf, jornalista.[72]
- Exmo. Jim Gray, juiz presidente da Corte Superior do Condado de Orange, Califórnia (Aposentado)
- Big Boi, rapper, membro do Outkast[73]
- Adam Kokesh [en], apresentador de talk show e ativista[74]
- Penn Jillette, ilusionista, comediante, músico e autor[75]
- Jesse Ventura, ex-governador do Partido da Independência e do Partido da Reforma de Minnesota[76]
- Buddy Roemer, ex-governador republicano da Louisiana[69]
- Alex Jones, apresentador de rádio, autor, teórico da conspiração e cineasta de documentários[77]
- Lisa Kennedy Montgomery, satirista política, personalidade de rádio e ex-VJ da MTV[78]
- Andrew Napolitano, ex-juiz da Corte Superior de Nova Jersey, analista político e judicial sênior do Fox News Channel e apresentador de talk show conservador libertário[79]
- Peter Bagge,[80]
- Ronald Bailey,[80]
- Nick Gillespie,[80]
- Tibor Machan,[80]
- Deirdre McCloskey,[80]
- Jacob Sullum,[80]
- Jesse Walker,[80]
- Matt Welch,[80]
- Bill Kauffman,[81]

Acadêmicos
- Jeffrey Miron, professor sênior e diretor de estudos de graduação em economia, Universidade de Harvard[69]
- Howard Baetjer Jr., professor do Departamento de Economia, Universidade de Towson [en][69]
- William J. Carney, Professor Charles Howard Candler de Direito, Universidade Emory[69]
- James L. Doti, presidente da Universidade Chapman[69]
- Lynne Kiesling, professora sênior de economia, Universidade Northwestern[69]
- Mark LeBar, professor associado de filosofia, Universidade de Ohio[69][69]
- Daniel Lin, professor assistente de economia, Universidade Americana
- Kate Litvak, professora de direito, Universidade Northwestern[69]
- Andrew P. Morriss, Professor D. Paul Jones Jr. & Charlene Jones de Direito, Universidade do Alabama[69]
- Michael Munger, professor de ciência política, políticas públicas e economia, Universidade Duke[69]
- David G. Post, professor de direito, Universidade Temple[69]
- Laurie A. Schmidt, professora de educação, Universidade Wesleyan de Indiana [en][69]
- Daniel Shapiro, professor de filosofia, Universidade da Virgínia Ocidental[69]
- Bradley A. Smith, Professor Designado Josiah H. Blackmore II/Shirley M. Nault de Direito, Universidade Capital [en][69]
- Ilya Somin, professor associado de direito, Universidade George Mason[69]
- Alexander "Sasha" Volokh, professor assistente de direito, Universidade Emory[69]
- Hanah Metchis Volokh, professora assistente visitante de direito, Universidade Emory[69]
- Glen Whitman, professor de economia, Universidade Estadual da Califórnia, Northridge[69]
- Michael D. Freeman, PhD MPH DC MedDr, professor afiliado de epidemiologia e psiquiatria, Universidade de Saúde e Ciência de Oregon[69]
- W. William Woolsey, professor associado de economia, The Citadel[69]

Ativistas
- Brandon Immel, editor do Lemon Global, diretor da organização de protesto baseada em Ohio Pro-(1)ne, e candidato a representante estadual do 98º Distrito de Ohio em 2014[82]

## Páginas externas
- Posições e citações sobre questões no On the Issues
- Notícias e comentários coletados no The New York Times
- Texto do discurso do Estado do Estado de 2001 (Arquivo)